# Armistizio Salasco
L'armistizio Salasco, conosciuto anche come armistizio di Salasco, firmato il 9 agosto 1848, a Vigevano dal generale piemontese Carlo Canera di Salasco e dal generale austriaco von Hess, mise termine alla prima fase della Prima guerra d'indipendenza. L'Impero austriaco restaurava i fuggiti regnanti di Parma e Modena e rientrava nei suoi antichi confini, stabiliti nel 1815 dal Congresso di Vienna, che conserverà per altri 11 anni.

## Antefatti
La Prima guerra d'indipendenza ebbe inizio alcuni giorni dopo la conclusione delle cinque giornate di Milano, del 18-22 marzo 1848, quando il re di Sardegna Carlo Alberto dichiarò guerra all'Austria e varcò con le sue truppe il Ticino. Con un'improvvida lentezza, egli mosse all'inseguimento del feldmaresciallo Radetzky e lo raggiunse al di là del Mincio.
Carlo Alberto sconfisse Radetzky una prima volta a Pastrengo il 30 aprile, poi a Santa Lucia, sotto le mura di Verona, il 6 maggio. Ma non seppe sfruttare il successo ottenuto. Respinse, quindi, una controffensiva austriaca da Mantova, il 30 maggio a Goito, aiutato dalla eroica resistenza dei volontari toscani a Curtatone e Montanara, il giorno precedente. Lo stesso 30 maggio si arrese la fortezza austriaca di Peschiera.
Nessuno dei successi ottenuti era, tuttavia, decisivo e, inoltre, la posizione strategica del Radetzky si era notevolmente rinforzata con l'arrivo di un corpo d'armata formato dal Nugent sull'Isonzo e di altri rinforzi dal Tirolo. Ciò gli permise di riconquistare Vicenza il 10 giugno, e di riprendere l'offensiva battendo l'esercito sardo il 23-25 luglio in una serie di scontri passati alla storia come prima battaglia di Custoza.
Di lì cominciò una veloce, ma ordinata, ritirata verso l'Adda e Milano, dove si svolse, il 4 agosto la battaglia di Milano, al termine della quale Carlo Alberto si risolse a chiedere un armistizio.

## I fatti di Milano

### La richiesta di armistizio

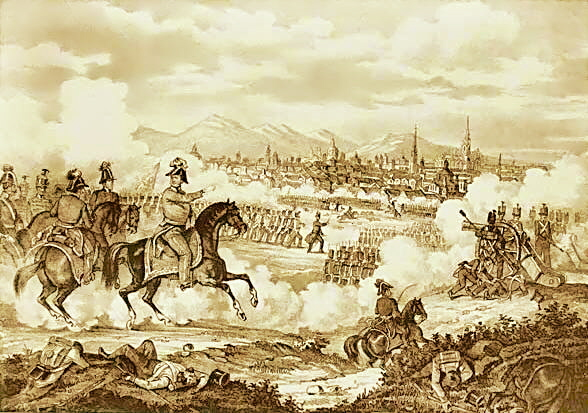
Presa di Milano (5-6 agosto 1848)

Alle nove di sera del 4 agosto uscì da Porta Romana un'ambasceria sarda formata dai generali Fabrizio Lazzari, aiutante di campo del Re, e Giuseppe Rossi, generale d'artiglieria, da Alexandre Talleyrand-Périgord, duca di Dino, addetto allo stato maggiore, e dai consoli francesi e britannico a Milano. Nei pressi della chiesetta di Nosedo, la delegazione venne fatta oggetto di colpi di fucile, sparati da soldati austriaci accampati in una vicina casina. Nessuno fu colpito. L'incontro avvenne alla Cascina Roma di San Donato Milanese, ove Radetzky aveva fissato il proprio quartier generale. L'ambasceria rientrò alle sei del mattino successivo, con l'offerta di permettere lo sgombero indisturbato della città, e il ritorno ai confini precedenti: condizione da accettare entro le quattro pomeridiane dello stesso giorno.

### La sommossa dei Milanesi
Nella prima mattinata si notarono in città segni del disimpegno delle truppe sarde. Verso le otto la Congregazione Municipale  venne convocata a Palazzo Greppi, nell'attuale Via Manzoni, e riceve dal re notizia della rinuncia alla difesa della città.
Sotto il palazzo si radunò una grande folla, che protestava di essere stata tradita. Immaginavano, probabilmente, di tenerlo ostaggio, al fine di ottenere qualche garanzia contro l'inevitabile vendetta austriaca. I dimostranti furono tenuti a bada, a malapena, dai carabinieri di scorta. Ad un certo punto Carlo Alberto fu indotto dal Cantù ad affacciarsi al balcone: ricevette addirittura una fucilata e si ritrasse subito.
Verso le tre del pomeriggio venne formata una seconda delegazione, formata dal solito generale d'artiglieria Rossi, dal podestà di Milano Bassi, dall'arcivescovo Romilli (il cui insediamento aveva provocato i primi interventi della polizia imperiale con morti e feriti, l'8-9 settembre del 1847), e tre assessori. Sempre alla Cascina Roma, questi ottennero un rinvio sino alle otto pomeridiane e, soprattutto, la garanzia che alla città sarebbe stato risparmiato il saccheggio. Poi rientrarono a palazzo e Carlo Alberto poté, infine, inviare la propria ratifica dell'armistizio firmata, però, dal Salasco, suo Aiutante Generale e Capo di Stato Maggiore Generale sin dal 1838. Il patto, inoltre, prevedeva una successiva formalizzazione, da stipularsi entro il 9 agosto, ma solo a conferma di quanto convenuto.
Secondo quanto racconta una nobildonna milanese, Cristina Trivulzio di Belgiojoso, che partecipò attivamente alle cinque giornate e poi anche alla difesa della repubblica Romana contro i francesi, gli avvenimenti riguardanti le ultime ore della permanenza di Carlo Alberto in Milano prima del ritorno degli austriaci nella città si svolsero in questo modo:
La notizia che il re si sarebbe battuto per impedire il ritorno degli austriaci si diffuse rapidamente e per organizzare meglio la difesa molti cittadini, anche i più poveri, incendiarono le loro case fuori Porta Romana, sacrificando i loro beni per la causa nazionale.

### Le autorità di Milano accettano le condizioni del Radetzky
Le autorità municipali avevano, quindi, ottenuto le garanzie minime necessarie, e convennero di intervenire presso la folla per convincerla all'inevitabile. Il podestà Bassi si affacciò al balcone e venne accolto a fucilate. Intervennero, allora, i due unici presenti della Consulta Lombarda, il conte Pompeo Litta Visconti Arese e l'abate Luigi Anelli, insieme al letterato Cantù. Essi stamparono un comunicato, in cui sottolineavano gli aspetti che, dell'armistizio, maggiormente premevano ai Milanesi, una volta sopportata la intollerabile consegna della città.
La Congregazione Municipale della città di Milano fa conoscere la Convenzione stipulata fra S.M. Sarda e S.E. il Maresciallo Radetzky.
1. La Città sarà risparmiata.

2. Per ciò che dipende da S.E. il Maresciallo promette d'avere per rapporto al passato tutti i riguardi che l'equità esige.

3. Il movimento dell'armata Sarda si farà in due giorni di tappa, com'era già convenuto con i generali Sardi. (NOTA A PIÈ DI PAGINA: Si allude alla precedente convenzione che non fu rettificata.)

4. S.E. accorda a tutti quelli che vogliono sortire dalla Città la libera sortita per la strada di Magenta fino domani sera alle otto. (NOTA A PIÈ DI PAGINA: Sua Maestà visto il paragrafo quarto della Convenzione 5 agosto 1848 garantisce di condurre scortati dalla sua truppa e bene rispettati tutti quelli signori Lombardi, Veneti, emigrati d'ogni specie, e pur quelli che avessero preso parte nel servigio italiano sino al luogo che credessero più opportuno ne’ suoi Stati.)

5. All'incontro il Maresciallo da parte sua domanda l'occupazione militare di Porta Romana alle otto del mattino, e l'entrata dell'armata e occupazione della Città a mezzo giorno.

6. Il trasporto degli ammalati e feriti si farà nei due giorni di tappa.

7. Tutte queste condizioni hanno bisogno di essere accettate da parte di S.M. il re di Sardegna.

8. S.E. il Maresciallo domanda la liberazione di tutti i Generali ed Ufficiali ed Impiegati austriaci che si trovano in Milano.
San Donato il 5. agosto 1848.
Sottoscritto Hess, Tenente Maresciallo, Quartier-Mastro dell'Armata.

Sottoscritto Paolo Bassi, Podestà di Milano.

Sottoscritto il Luogo Tenente Generale Conte Salasco, Capo dello Stato Maggiore Generale.»
Come si vede, il documento conteneva quattro ordini di messaggi: (i) per chi voleva restare, si esponevano le garanzie di incolumità che appaiono, peraltro, generiche e limitate, (ii) per chi voleva partire, si dettagliavano tempi e luoghi di evacuazione, con le più ampie garanzie offerte da Carlo Alberto, (iii) per tutti, si specificava come l'armistizio non avesse ancora ricevuto sanzione reale, ma che tale sanzione era necessaria, a salvare la città, (iv) da ultimo, si specifica l'unica vera condizione di sanzione, ovvero una vendetta sui prigionieri austriaci (ma, a sentire Cattaneo, nessuno vi aveva mai pensato).
V'è poi un quinto, implicito messaggio, che deriva dalla firma apposta dal podestà la cui esegesi venne offerta direttamente da Carlo Alberto, in un successivo proclama datato Vigevano 10 agosto: “Una Convenzione fu da me iniziata; dai Milanesi medesimi fu proseguita, fu sottoscritta”. L'andirivieni delle delegazioni, insomma, aveva un disegno preciso, ed il sovrano si dimostrò un politico piuttosto scaltro, che sapeva ragionare a mente fredda, anche in tumultuose e sconfortanti circostanze.

### La ritirata dei militari e l'esodo dei civili
Il tumulto, però, non cessava anche se, alla luce della infruttuosità dello sforzo, bisogna ammettere che la folla doveva mancare di decisa conduzione. Così che Alfonso La Marmora, senza attendere ordini, raggiunse Porta Romana, ove radunò un battaglione della Brigata Piemonte ed alcuni bersaglieri: li condusse seco a Palazzo Greppi e disperse gli astanti.
Carlo Alberto poté, quindi, ritirarsi oltre il Ticino, con l'esercito e una moltitudine di profughi veneti e lombardi. La tradizione riporta che si spostò (per questi primi tempi) sino ad un terzo della popolazione. Il 6 agosto gli Austriaci rientrano a Milano da Porta Romana, accolti da nessuno ed in un grande silenzio.
Lo stesso avvenne in altre città lombarde, specie quelle più prossime al confine piemontese o svizzero. Valga, a tal proposito, l'esempio di Como: il 10 agosto gli Austriaci dell'arciduca Sigismondo rientrarono in una città “vuota e silenziosa”, da cui erano usciti tutti i democratici e non poca popolazione, postasi in riparo in attesa degli eventi, in Canton Ticino: “colà vidi tutta Como semoventesi”.

## L'armistizio

### Sosta a Vigevano
A mezzogiorno dello stesso 6 agosto, Carlo Alberto e il suo Stato Maggiore avevano raggiunto la città di Vigevano (allora parte del Regno di Sardegna), accolti dal vescovo Forzani. Il re, febbricitante e visibilmente prostrato, venne alloggiato a palazzo vescovile, mentre i suoi passavano a Palazzo Testanera, nel centro storico.
Dopo il necessario riposo, ricevette una delegazione della città di Milano, giunta a recare le scuse per l'aggressione subita a Palazzo Greppi, riconoscendo che l'armistizio era stato accettato al solo fine di evitare la distruzione di Milano e nuove stragi.
Ricevette anche una delegazione dei pescatori di Vigevano, che recavano in dono del pesce: furono bene accolti dal re, che necessitò, però di un traduttore. Il dialetto locale, infatti, è un buon lombardo, mentre Carlo Alberto comprendeva, oltre al francese e all'italiano, solo il torinese.

### La firma
L'8 agosto Salasco ripartiva per Milano, per convenire gli ultimi dettagli. Il giorno successivo, presso il palazzo vescovile, Salasco e il parigrado austriaco generale Heinrich von Hess sottoscrissero gli atti finali dell'armistizio. Così, lo stesso giorno, il comando austriaco comunicava i termini dell'accordo (in un proclama stampato a Milano e, contemporaneamente, nelle restanti città del Lombardo-Veneto già rioccupate dagli austriaci):
fra l'Esercito Sardo e l'Esercito Austriaco come preliminare delle negoziazioni per un trattato di pace.
Art. 1° - La linea di demarcazione fra i due eserciti sarà il confine istesso degli Stati rispettivi. 

Art. 2° - Le fortezze di Peschiera, Rocca d'Anfo e Osoppo verranno sgombrate dalle Truppe Sarde ed Alleate e consegnate alle Truppe di S.M. l'Imperatore e Re; la consegna di ognuna di queste Piazze avrà luogo tre giorni dopo la Notificazione della presente convenzione. Nelle prefate Fortezze tutto il materiale di dotazione di ragione dell'Austria verrà restituito. Le Truppe che escono trarranno seco tutto quanto il loro materiale, le armi, munizioni, ed equipaggiamento da esse introdotto in quelle piazze e rientreranno per tappe regolari e per la via la più breve negli Stati di S.M. Sarda. 

Art. 3° - Gli Stati di Modena, di Parma e la città di Piacenza col raggio di territorio ad essa spettante, nella qualità sua di piazze da guerra, verranno sgombrate dalle Truppe si S.M. il Re di Sardegna tre giorni dopo la Notificazione della presente. 

Art. 4° - Questa convenzione comprenderà ugualmente la Città di Venezia, e la terra ferma Veneta: le forze militari Sarde di terra e di mare abbandoneranno la Città, i Forti ed i Porti di questa Piazza per rientrare negli Stati Sardi. Le Truppe di terra potranno effettuare la loro ritirata per la via di terra ferma, e per tappe lungo una stradale da convenirsi. 

Art. 5° - Le persone e le proprietà ne’ luoghi precitati sono messe sotto la protezione del Governo Imperiale. 

Art. 6° - Quest’armistizio durerà sei settimane per dar corso alle negoziazioni di pace, e spirato questo termine, esso verrà prolungato di comune accordo o denunciato otto giorni prima della ripresa delle ostilità. 

Art. 7° - Verranno nominate rispettivamente commissioni per la esecuzione più facile ed amichevole degli articoli precitati.
Dal quartier generale di Milano 9 agosto 1848.
HESS, TENENTE GENERALE QUARTIER MASTRO DELL'ESERCITO 

CONTE SALASCO, TENENTE GENERALE CAPO DELLO STATO MAGG. GENERALE DELL'ESERCITO SARDO
La città di Parma è stata fin da jeri occupata dalle II. RR. Truppe, e quella di Piacenza la sarà pure domani a mezzogiorno.»

### Le intenzioni e i meriti di Carlo Alberto
Come si vede, Salasco non aveva mal negoziato e Carlo Alberto non aveva fatto un poi così cattivo affare: in cambio della salvezza integrale dell'esercito e della sanzione degli antichi confini, egli cedeva città e fortezze ormai indifendibili.
Né doveva offrire alcuna guarentigia, né danni di guerra. Ciò che gli consentiva di riorganizzarsi e riprendere il conflitto.

Né una seconda campagna avrebbe compromesso il suo onore, tenuto conto che l'articolo 6 non impegnava le parti alla conclusione di un trattato di pace: tanto Carlo Alberto che Radetzky sapevano, infatti, che in assenza di una decisiva sconfitta sarda si sarebbe giunti, presto o tardi, alla ripresa delle ostilità.
Nelle ore tumultuose di Palazzo Greppi, infatti, egli presentava l'armistizio non come la fine della guerra ma come la necessaria pausa in un conflitto che avrebbe dovuto continuare. In un successivo proclama datato Vigevano 7 agosto comunicò il suo pensiero a un più largo pubblico: “Stanno fra le [file dell'armata] i Principi miei figli, e vi sto io, pronti tutti a nuovi sacrifizj, a nuove fatiche, a spendere la vita per la cara terra natia”. E ancora il 10 agosto: “Una tregua di sei settimane fu stabilita per ora col nemico; e avremo nell'intervallo condizioni onorate di pace, o ritorneremo un'altra volta a combattere”.
Sembrano parole retoriche, ma la controprova della sincerità del monarca è che, effettivamente, di lì a sette mesi, il 12 marzo 1849, egli denuncerà effettivamente (e unilateralmente) l'armistizio. Immolando un'altra volta esercito e casa reale nella tragica sconfitta di Novara. Per tacer del figlio.

### Le colpe di Carlo Alberto
La colpa principale che si addossa a Carlo Alberto, oltre alla indubbiamente cattiva conduzione della intera guerra, è la mancata difesa di Milano.
Il punto gli era ben chiaro, tanto che già nel citato proclama datato Vigevano 7 agosto si era dilungato a spiegare: “ci stava a cuore la bella Metropoli della Lombardia, e persuasi di trovarla provvista abbondantemente, ci disponemmo a volgere ogni nostra cura alla sua difesa - quando ebbimo ad apprendere che si difettava colà di denaro, e di munizioni da bocca e da guerra”. E ancora il 10 agosto: “Il petto dei Cittadini, avrebbe forse potuto per alcuni giorni resistere, ma per seppellirci tutti sotto le sue rovine – non per vincere il nostro nemico”. Occorre pur ammettere che a Carlo Alberto non mancava il coraggio e che poteva giudicare lo stato del suo esercito meglio di quanto si possa fare oggi.
Tuttavia, uno storico importante come Pieri ha potuto addebitare la trasformazione della ritirata dal Mincio in sconfitta allo stato d'animo dello stato maggiore piemontese, riferendo che il migliore dei generali di Carlo Alberto, Bava, dall'Oglio in avanti desiderava soltanto “restituire al paese (intendi: il Regno di Sardegna) quasi tutti i suoi figli e il ricco materiale”, sottintendendo, con questo, che le sconfitte erano state tutt'altro che decisive. Radetzky stesso, di fronte a Milano il 5 agosto scriveva di sentirsi insicuro in pieno territorio nemico e dinnanzi a una città che l'aveva vittoriosamente cacciato solo cinque mesi prima.
Probabilmente, a pesare maggiormente nel giudizio sull'armistizio, fu lo strabiliante confronto fra le giornate del 18-22 marzo e quelle del 4-6 agosto.

### Esito
Il giorno successivo, 10 agosto Carlo Alberto firmò la ratifica dell'armistizio. L'11 agosto lasciava Vigevano per Torino, prendendo congedo dal vescovo Forzani (quest'ultimo ebbe la soddisfazione, prima di morire il 15 dicembre 1859, di vedere riscattati questi giorni di sventura, con la liberazione della Lombardia).
Dal momento che il fatto dell'armistizio venne associato al suo nome, Salasco dovette subire molta della frustrazione e della delusione associata alla sconfitta. Il 24 agosto venne posto in aspettativa e il 4 dicembre addirittura a riposo. Certamente egli non aveva offerto alcun contributo nel risolvere la diarchia militare fra l'ottimo Bava e De Sonnaz che tanto aveva afflitto la conduzione della campagna. Ma è lecito il sospetto che egli, da fedele servitore del suo re, abbia accettato di coprirlo assumendo colpe non proprie.

## Le conseguenze dell'armistizio

### L'esodo dei volontari
Garibaldi, alla testa di un migliaio di uomini, tentò un'azione di guerriglia nella parte occidentale della allora Provincia di Como: il 6 agosto Garibaldi era alle porte di Como da dove inviò una missiva ai “Signori del comitato di guerra o a qualunque altra autorità di Como” (tale era l'incertezza delle giornate) con richieste di vettovaglie per la sua colonna. Il podestà Perti (che si era molto distinto nel corso delle insurrezione del 18-22 marzo) consegnò viveri e denaro, ma sostenne l'impossibilità di difendere Como, pregando il generale di allontanarsi dalla città per timore di rappresaglie. Il generale comprese che lo stato d'animo della città non permetteva alcuna difesa e si portò per Olgiate Comasco verso il lago Maggiore, a Sesto Calende, sino allo scontro di Morazzone del 26 agosto, cui seguì un fortunoso ripiegamento in Svizzera.
Nella prima decade di agosto passò il confine di Maslianico (tra Como e Cernobbio) anche il Mazzini, che vi depositò la sua carabina. I depositi svizzeri di confine, in quei giorni, furono ingombri di fucili e pistole, sciabole e spade, perfino cannoni, lasciati dagli esuli (circa 20 000 italiani), fra Grigioni e Ticino, da aggiungersi ai molti più passati in Piemonte.

### La continuazione della resistenza di Venezia
Tutte le città del Lombardo Veneto vennero rioccupate dagli Austriaci. Delle fortezze vennero, effettivamente, restituite Peschiera e Rocca d'Anfo. Fecero vistosa eccezione due città-fortezza: la piccola Osoppo e la grande Venezia .
La città fortificata di Osoppo (difesa da soldati italiani disertori dell'esercito austriaco, da un'improvvisata Guardia Nazionale di Osoppo e da una parte del presidio di Udine, dopo la capitolazione di quella città), sotto assedio dal 26 aprile 1848, informata dell'armistizio rifiutò di capitolare e venne presa d'assalto, la notte fra l'8 ed il 9 ottobre, per essere saccheggiata ed incendiata. Il 12 ottobre si arrese il forte: la guarnigione uscì coll'onore delle armi e riparò a Venezia assediata.
Quanto a Venezia la notizia dell'armistizio vi giunse l'11 agosto, praticamente all'indomani del plebiscito che aveva sancito l'annessione del Veneto al Regno di Sardegna. Il clima in città era già molto teso, poiché vi erano giunti moltissimi volontari, da tutta Italia, molti reduci della sconfitta di Vicenza, la maggior parte democratici o mazziniani. Uno dei più capaci fra loro, il comasco Sirtori guidò l'assalto al rappresentante piemontese in città, il Colli e fu fermato appena in tempo da Manin. Il cui governo fu, per un tratto, posto in grave pericolo.
Venezia tornò, così, a forma repubblicana, sino alla fine dell'assedio il 24 agosto 1849.

### Provvisorietà della tregua
Aveva così fine la prima fase "moderata" del '’48 italiano. Carlo Alberto si preparava alla ripresa della guerra. Il suo prestigio militare, tuttavia, era fortemente indebolito. Al Parlamento del Regno di Sardegna avevano ripreso vigore le tendenze radicali e, l'anno successivo, si sarebbe assistito alla (non meno coraggiosa e non meno fallimentare) iniziativa "democratica".